# 厄尔士山区厄尔斯尼茨
厄尔士山区厄尔斯尼茨（德語：Oelsnitz/Erzgeb.），通称厄尔斯尼茨（德語：Oelsnitz，發音：[ˈœlsnɪts] ⓘ），是德国萨克森州厄尔士山县的城市，面积26.28平方千米，2023年12月31日人口为10,883人。